# 1995年
1995年（1995 ねん）は、西暦（グレゴリオ暦）による、日曜日から始まる平年。平成7年。
この項目では、国際的な視点に基づいた1995年について記載する。

## 他の紀年法
- 干支：乙亥（きのと い）
- 日本（月日は一致）
  - 平成7年
  - 皇紀2655年
- 大韓民国（月日は一致）
  - 檀紀4328年
- 中華民国（月日は一致）
  - 中華民国84年
- 朝鮮民主主義人民共和国（月日は一致）
  - 主体84年
- 仏滅紀元：2537年 - 2538年
- イスラム暦：1415年7月29日 - 1416年8月8日
- ユダヤ暦：5755年4月29日 - 5756年4月8日
- UNIX時間：788918400 - 820454399
- 修正ユリウス日 (MJD)：49718 - 50082
- リリウス日 (LD)：150559 - 150923

※主体暦は、朝鮮民主主義人民共和国で1997年に制定された。

## カレンダー
| 1月 |    |    |    |    |    |    |
| 日  | 月 | 火 | 水 | 木 | 金 | 土 |
| 1   | 2  | 3  | 4  | 5  | 6  | 7  |
| 8   | 9  | 10 | 11 | 12 | 13 | 14 |
| 15  | 16 | 17 | 18 | 19 | 20 | 21 |
| 22  | 23 | 24 | 25 | 26 | 27 | 28 |
| 29  | 30 | 31 |    |    |    |    |
|     |    |    |    |    |    |    |

| 2月 |    |    |    |    |    |    |
| 日  | 月 | 火 | 水 | 木 | 金 | 土 |
|     |    |    | 1  | 2  | 3  | 4  |
| 5   | 6  | 7  | 8  | 9  | 10 | 11 |
| 12  | 13 | 14 | 15 | 16 | 17 | 18 |
| 19  | 20 | 21 | 22 | 23 | 24 | 25 |
| 26  | 27 | 28 |    |    |    |    |
|     |    |    |    |    |    |    |

| 3月 |    |    |    |    |    |    |
| 日  | 月 | 火 | 水 | 木 | 金 | 土 |
|     |    |    | 1  | 2  | 3  | 4  |
| 5   | 6  | 7  | 8  | 9  | 10 | 11 |
| 12  | 13 | 14 | 15 | 16 | 17 | 18 |
| 19  | 20 | 21 | 22 | 23 | 24 | 25 |
| 26  | 27 | 28 | 29 | 30 | 31 |    |
|     |    |    |    |    |    |    |

| 4月 |    |    |    |    |    |    |
| 日  | 月 | 火 | 水 | 木 | 金 | 土 |
|     |    |    |    |    |    | 1  |
| 2   | 3  | 4  | 5  | 6  | 7  | 8  |
| 9   | 10 | 11 | 12 | 13 | 14 | 15 |
| 16  | 17 | 18 | 19 | 20 | 21 | 22 |
| 23  | 24 | 25 | 26 | 27 | 28 | 29 |
| 30  |    |    |    |    |    |    |
|     |    |    |    |    |    |    |

| 5月 |    |    |    |    |    |    |
| 日  | 月 | 火 | 水 | 木 | 金 | 土 |
|     | 1  | 2  | 3  | 4  | 5  | 6  |
| 7   | 8  | 9  | 10 | 11 | 12 | 13 |
| 14  | 15 | 16 | 17 | 18 | 19 | 20 |
| 21  | 22 | 23 | 24 | 25 | 26 | 27 |
| 28  | 29 | 30 | 31 |    |    |    |
|     |    |    |    |    |    |    |

| 6月 |    |    |    |    |    |    |
| 日  | 月 | 火 | 水 | 木 | 金 | 土 |
|     |    |    |    | 1  | 2  | 3  |
| 4   | 5  | 6  | 7  | 8  | 9  | 10 |
| 11  | 12 | 13 | 14 | 15 | 16 | 17 |
| 18  | 19 | 20 | 21 | 22 | 23 | 24 |
| 25  | 26 | 27 | 28 | 29 | 30 |    |
|     |    |    |    |    |    |    |

| 7月 |    |    |    |    |    |    |
| 日  | 月 | 火 | 水 | 木 | 金 | 土 |
|     |    |    |    |    |    | 1  |
| 2   | 3  | 4  | 5  | 6  | 7  | 8  |
| 9   | 10 | 11 | 12 | 13 | 14 | 15 |
| 16  | 17 | 18 | 19 | 20 | 21 | 22 |
| 23  | 24 | 25 | 26 | 27 | 28 | 29 |
| 30  | 31 |    |    |    |    |    |
|     |    |    |    |    |    |    |

| 8月 |    |    |    |    |    |    |
| 日  | 月 | 火 | 水 | 木 | 金 | 土 |
|     |    | 1  | 2  | 3  | 4  | 5  |
| 6   | 7  | 8  | 9  | 10 | 11 | 12 |
| 13  | 14 | 15 | 16 | 17 | 18 | 19 |
| 20  | 21 | 22 | 23 | 24 | 25 | 26 |
| 27  | 28 | 29 | 30 | 31 |    |    |
|     |    |    |    |    |    |    |

| 9月 |    |    |    |    |    |    |
| 日  | 月 | 火 | 水 | 木 | 金 | 土 |
|     |    |    |    |    | 1  | 2  |
| 3   | 4  | 5  | 6  | 7  | 8  | 9  |
| 10  | 11 | 12 | 13 | 14 | 15 | 16 |
| 17  | 18 | 19 | 20 | 21 | 22 | 23 |
| 24  | 25 | 26 | 27 | 28 | 29 | 30 |
|     |    |    |    |    |    |    |

| 10月 |    |    |    |    |    |    |
| 日   | 月 | 火 | 水 | 木 | 金 | 土 |
| 1    | 2  | 3  | 4  | 5  | 6  | 7  |
| 8    | 9  | 10 | 11 | 12 | 13 | 14 |
| 15   | 16 | 17 | 18 | 19 | 20 | 21 |
| 22   | 23 | 24 | 25 | 26 | 27 | 28 |
| 29   | 30 | 31 |    |    |    |    |
|      |    |    |    |    |    |    |

| 11月 |    |    |    |    |    |    |
| 日   | 月 | 火 | 水 | 木 | 金 | 土 |
|      |    |    | 1  | 2  | 3  | 4  |
| 5    | 6  | 7  | 8  | 9  | 10 | 11 |
| 12   | 13 | 14 | 15 | 16 | 17 | 18 |
| 19   | 20 | 21 | 22 | 23 | 24 | 25 |
| 26   | 27 | 28 | 29 | 30 |    |    |
|      |    |    |    |    |    |    |

| 12月 |    |    |    |    |    |    |
| 日   | 月 | 火 | 水 | 木 | 金 | 土 |
|      |    |    |    |    | 1  | 2  |
| 3    | 4  | 5  | 6  | 7  | 8  | 9  |
| 10   | 11 | 12 | 13 | 14 | 15 | 16 |
| 17   | 18 | 19 | 20 | 21 | 22 | 23 |
| 24   | 25 | 26 | 27 | 28 | 29 | 30 |
| 31   |    |    |    |    |    |    |
|      |    |    |    |    |    |    |

## 出来事・事柄

### 主な出来事
世界
ニュースが世界を駆け巡った事件
- イツハク・ラビンイスラエル首相が暗殺された[1]
- フランスと中華人民共和国が核実験を強行した[1]。

en:1995–96 French nuclear testsも参照
en:List of nuclear weapons tests of Chinaも参照
- ボスニアの和平合意が成立した[1]。
- 韓国の元大統領の2名、全斗煥と盧泰愚が相次いで逮捕、起訴された[1]。
- ミャンマーのアウンサン・スーチーが6年ぶりに自宅軟禁を解除された[1]。
- ベトナムが対アメリカ国交を正常化した[1]。（1975年のベトナム戦争終結から20年後にあたる）
- アメリカが合意して、朝鮮半島エネルギー開発機構（KEDO）が軽水炉を北朝鮮に提供することに合意した[1]。

北朝鮮が独自に建設していた既存の黒鉛減速炉（核兵器の原料となるプルトニウムの生産が容易）の活動を凍結し最終的には解体することを条件に、軽水炉（核兵器の原料であるプルトニウムの生産が比較的困難で、また国際的監視に服させやすい）2基を建設し提供する、と合意した。
- 台湾の李登輝総統が訪米し、アメリカと中華人民共和国の関係が緊張状態になった[1]。
- 核拡散防止条約を無期限に延長した[1]。
- マイクロソフトがWindows95を発売。

各国の主な出来事
Category:1995年の各国を参照
日本国内
- 阪神淡路大震災[1]
- オウムによる地下鉄サリン事件[1]
- 金融機関の相次ぐ破綻[1]

兵庫銀行、バブル崩壊も参照
- 大和銀行の巨額損失事件[1]

大和銀行ニューヨーク支店巨額損失事件を参照
- 就職難（就職氷河期）が続いている[1]。
- 三菱銀行と東京銀行が合併で合意した[1]。
- 野茂英雄がメジャーリーグで新人王になった[1]。
- 山口敏夫元労働大臣が二信組事件に関与していた容疑で逮捕される[1]。
- プリント倶楽部（プリクラ）がゲームセンターに登場した。（7月に静かに登場。ブームは翌年ころから）
- 女子高生の間でルーズソックスが大流行している。

### 1月
- 1月1日 - オーストリア、フィンランド、スウェーデンがEUに加盟。
- 1月1日 - 世界貿易機関 (WTO) 発足。
- 1月1日 - 韓国で群山市（群山市＋沃溝郡）など、市郡合併により33の市が都農複合形態市として発足。直轄市の名称を広域市に改称する。
- 1月1日 - G3自由貿易協定 メキシコ コロンビア
- 1月2日 - 1995年カタール・エクソンモービル・オープン（～1月9日） カタール
- 1月6日 - キング・ファハド・カップ1995（～1月13日） サウジアラビア
- 1月8日 - 1995 スダメリカーノ・フェメニーノ（～1月22日） ブラジル
- 1月10日 - 第26回インド国際映画祭（～1月20日） インド
- 1月10日 - インターコンチネンタル航空256便墜落事故 コロンビア
- 1月16日 - 1995年全豪オープン（～1月29日） オーストラリア
- 1月17日 - 兵庫県南部地震（阪神・淡路大震災） 日本
- 1月19日 - ブリストウ56C便不時着水事故 イギリス
- 1月21日 - 第52回ゴールデングローブ賞 アメリカ合衆国
- 1月29日 - 第29回スーパーボウル アメリカ合衆国
- 1月31日 - 国際連合安全保障理事会決議975 ハイチ

### 2月
- 2月8日 - 国際連合安全保障理事会決議976 アンゴラ
  - 第二次国際連合アンゴラ検証団活動終了
  - 第三次国際連合アンゴラ検証団活動開始（～1997年6月30日）
- 2月9日 - 第45回ベルリン国際映画祭 ドイツ
- 2月14日 - 1995年フリースタイルスキー世界選手権（～2月19日）
- 2月15日 - ケビン・ミトニックがアメリカ合衆国で最もセキュリティが堅いシステムに侵入したとしてFBIに逮捕される。
- 2月15日 - AdaのISO規格改訂。Adaは、史上初の国際規格化されたオブジェクト指向言語となる。
- 2月16日 - エア・トランスポート・インターナショナル782便墜落事故 アメリカ合衆国
- 2月18日 - 1995年冬季ユニバーシアード（～2月26日） スペイン
- 2月19日 - ダイナスティカップ1995（～2月26日） 香港
- 2月22日 - 国際連合安全保障理事会決議977 ルワンダ
- 2月24日 - トルネオ・クラウスーラ1995（～6月26日） アルゼンチン
- 2月25日 - 第1回全米映画俳優組合賞 アメリカ合衆国
- 2月26日 - 英ベアリングス銀行が破綻。
- 2月27日 - 国際連合安全保障理事会決議978 ルワンダ

### 3月
- 3月1日 - 第37回グラミー賞 アメリカ合衆国
- 3月7日 - 1995年世界フィギュアスケート選手権（～3月12日） イギリス
- 3月9日 - 1995年ノルディックスキー世界選手権（～3月19日） カナダ
- 3月10日 - 1995年世界室内陸上競技選手権大会（～3月12日） スペイン
- 3月20日 - 地下鉄サリン事件 日本
- 3月26日 - 国際連合安全保障理事会決議814 ソマリア
  - 第二次国際連合ソマリア活動活動終了
- 3月26日 - 第15回ゴールデンラズベリー賞 アメリカ合衆国
- 3月26日 - 1995年ブラジルグランプリ ブラジル
- 3月27日 - 第67回アカデミー賞 アメリカ合衆国

### 4月

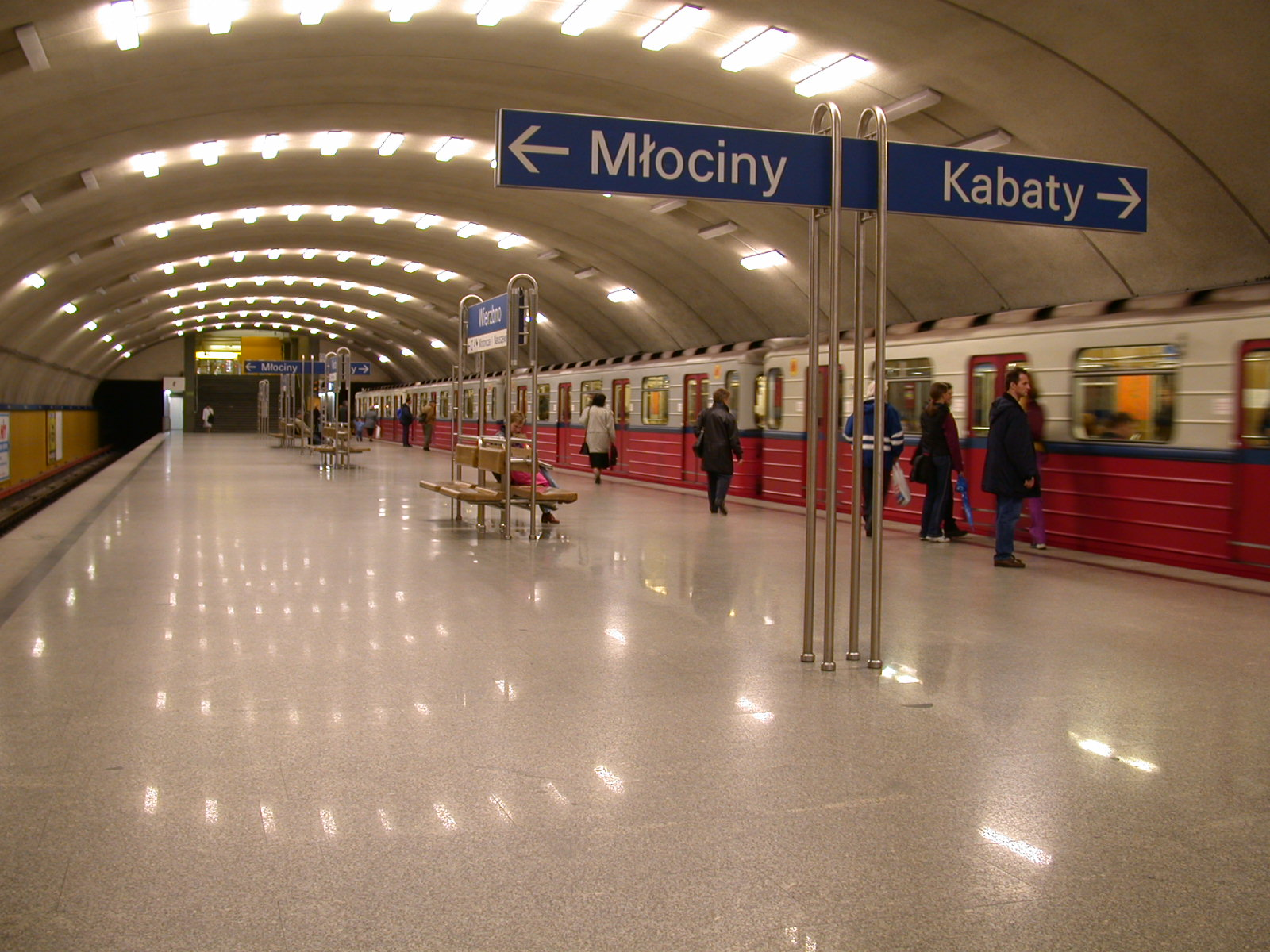
ワルシャワ地下鉄（4月7日開業）

- 4月2日 - レッスルマニアXI アメリカ合衆国
- 4月7日 - UFC 5 アメリカ合衆国
- 4月7日 - ワルシャワ地下鉄開業。
- 4月9日 - アルベルト・フジモリペルー大統領再選。
- 4月9日 - 1995年アルゼンチングランプリ アルゼンチン
- 4月13日 - 1995 FIFAワールドユース選手権（～4月28日） カタール
- 4月19日 - オクラホマシティ連邦政府ビル爆破事件 アメリカ合衆国
- 4月22日 - 1995年のNFLドラフト（～4月23日） アメリカ合衆国
- 4月23日 - 村井秀夫刺殺事件。オウム真理教幹部（当時）であった村井秀夫が、港区南青山にあった教団本部にて多くの報道陣が取り囲む中、暴力団構成員を名乗る男に刃物で襲撃され、翌24日未明に搬送先の病院で死亡した事件。
- 4月25日 - 1995年のメジャーリーグベースボール（～10月28日） アメリカ合衆国
- 4月28日 - 大邱上仁洞ガス爆発事故 韓国
- 4月28日 - 平和のための平壌国際体育・文化祝典（～4月29日） 北朝鮮
- 4月30日 - 国際連合安全保障理事会決議693 エルサルバドル
  - 国際連合エルサルバドル監視団活動終了
- 4月30日 - 1995年サンマリノグランプリ イタリア
- 4月30日 - 1995年のドイツ・スーパーツーリング選手権（～9月24日） オーストリア ドイツ ベルギー

### 5月
- 5月1日 - 第43回世界卓球選手権（～5月14日） 中国
- 5月4日 - 1995年世界ボクシング選手権大会（～5月15日） ドイツ
- 5月7日 - 1995年フランス大統領選挙でジャック・シラク当選。 フランス
- 5月8日 - 台湾の歌手テレサ・テンが旅先のタイ王国で気管支喘息のため死去。
- 5月12日 - ミス・ユニバース1995 ソマリア
- 5月13日 - ユーロビジョン・ソング・コンテスト1995 アイルランド
- 5月13日 - ジロ・デ・イタリア 1995（～6月4日) イタリア スイス フランス
- 5月14日 - 1995年スペイングランプリ スペイン
- 5月17日 - サンディエゴ戦車暴走事件 アメリカ合衆国
- 5月17日 - 第48回カンヌ国際映画祭 フランス
- 5月19日 - 1995年バレーボール・ワールドリーグ ブラジル
- 5月23日 - Javaが発表される。
- 5月24日 - ナイト・エア816便墜落事故 イギリス
- 5月25日 - ラグビーワールドカップ1995（～6月24日） 南アフリカ共和国
- 5月28日 - ネフチェゴルスク地震
- 5月29日 - 1995年全仏オープン（～6月11日） フランス

### 6月
- 6月 - 1995年のMLBドラフト アメリカ合衆国
- 6月3日 - 第40回ダヴィッド・ディ・ドナテッロ賞 イタリア
- 6月5日 - 1995 FIFA女子ワールドカップ スウェーデン
- 6月9日 - アンセット・ニュージーランド航空703便墜落事故 ニュージーランド
- 6月11日 - 1995年カナダグランプリ カナダ
- 6月11日 - アンブロ・カップ イギリス
- 6月15日 - 第21回先進国首脳会議（～6月17日） カナダ
- 6月16日 - 国際オリンピック委員会、ソルトレイクシティを2002年冬季オリンピックの開催地に決定
- 6月17日 - 1995年バスケットボール男子アジア選手権（～6月26日） 韓国
- 6月17日 - 1995年のル・マン24時間レース フランス
- 6月24日 - ラグビーワールドカップ1995で南アフリカが優勝。
- 6月26日 - 1995年ウィンブルドン選手権（～7月9日） イギリス
  - 1995年ウィンブルドン選手権男子シングルス
- 6月27日 - 第1回全国同時地方選挙 (韓国) 韓国
- 6月28日 - 1995年のNBAドラフト カナダ
- 6月29日 - 韓国ソウルの三豊百貨店が崩壊し502人死亡。（三豊百貨店崩壊事故） 韓国

### 7月

Amazon.comのロゴ

- 7月1日 - ツール・ド・フランス1995（～7月23日） フランス ベルギー
- 7月2日 - 1995年フランスグランプリ フランス
- 7月5日 - コパ・アメリカ1995（～7月22日） ウルグアイ
- 7月10日 - ミャンマーの軍事政権が1989年以来続いていたアウンサンスーチーの自宅軟禁解除を発表。
- 7月11日 - 1995年のMLBオールスターゲーム アメリカ合衆国
- 7月14日 - UFC 6 アメリカ合衆国
- 7月16日 - Amazon.comがサービスを開始。
- 7月16日 - 1995年イギリスグランプリ イギリス
- 7月17日 - アメリカ合衆国カリフォルニア州アナハイムにあるディズニーランドが開園40周年。
- 7月18日 - スーフリエール・ヒルズの噴火。 モントセラト
- 7月19日 - 従軍慰安婦問題: 女性のためのアジア平和国民基金発足[3]。
- 7月21日 - 第三次台湾海峡危機（～1996年3月23日） 中国 台湾
- 7月29日 - ベトナム、ASEANに正式加盟。
- 7月30日 - アントファガスタ地震 チリ

### 8月

Windows 95のロゴ

- 8月3日 - エアスタン事件（～1996年8月6日） アフガニスタン
- 8月3日 - 1995 FIFA U-17世界選手権（～8月20日） エクアドル
- 8月4日 - トルネオ・アペルトゥーラ1995（～12月8日） アルゼンチン
- 8月5日 - ベトナム、米国と国交正常化。
- 8月5日 - 1995年世界陸上競技選手権大会（～8月13日） スウェーデン
- 8月7日 - タイラ・ハンター事件 アメリカ合衆国
- 8月9日 - アビアテカ901便墜落事故 エルサルバドル
- 8月13日 - 1995年ハンガリーグランプリ ハンガリー
- 8月15日 - 戦後50周年記念式典に際し、第81代内閣総理大臣の村山富市が「戦後50周年の終戦記念日にあたって」と題して閣議決定に基づき談話を発表（村山談話）。
- 8月19日 - 1995 カンピオナート・ブラジレイロ・セリエA（～12月17日） ブラジル
- 8月20日 - フィロザバード鉄道事故 インド
- 8月21日 - アトランティック・サウスイースト航空529便不時着事故 アメリカ合衆国
- 8月25日 - マイクロソフトがWindows 95英語版を発売。
- 8月27日 - 1995年ベルギーグランプリ ベルギー
- 8月28日 - 1995年全米オープン (テニス)（～9月10日） アメリカ合衆国
- 8月30日 - 第52回ヴェネツィア国際映画祭（～9月9日 イタリア
- 8月30日 - NATOによるボスニア・ヘルツェゴビナ空爆 (1995年)（～9月20日） ボスニア・ヘルツェゴビナ

### 9月
- 9月2日 - リーガ・エスパニョーラ1995-1996（～1996年5月26日） スペイン
- 9月3日 - 1995年のNFL（～12月25日） アメリカ合衆国
- 9月4日 - 沖縄米兵少女暴行事件
- 9月4日 - 第4回世界女性会議（～9月15日） 中国
- 9月5日 - フランス、南太平洋で核実験強行
- 9月8日 - UFC 7 アメリカ合衆国
- 9月8日 - 1995年バレーボール男子欧州選手権（～9月16日） ギリシャ
- 9月10日 - 第47回プライムタイム・エミー賞 アメリカ合衆国
- 9月10日 - 1995年イタリアグランプリ イタリア
- 9月11日 - 1995年バレーボール男子アジア選手権（～9月23日） 韓国
- 9月15日 - マレーシア航空2133便着陸失敗事故 マレーシア
- 9月20日 - 1995年世界新体操選手権（～9月24日） オーストリア
- 9月23日 - 1995 AFC女子選手権（～10月2日） マレーシア
- 9月25日 - 1995年バレーボール女子アジア選手権（～10月1日） タイ
- 9月26日 - 世界選手権自転車競技大会トラックレース1995（～9月30日） コロンビア

### 10月
- 10月 - 水戸事件
- 10月1日 - ディナール地震 トルコ
- 10月2日 - 1995年のアメリカンリーグ西地区優勝決定プレイオフ アメリカ合衆国
- 10月3日 - 1995年のアメリカンリーグディビジョンシリーズ（～10月8日） アメリカ合衆国
- 10月3日 - 1995年のナショナルリーグディビジョンシリーズ（～10月7日） アメリカ合衆国
- 10月4日 - テレビアニメ『新世紀エヴァンゲリオン』が放送開始。
- 10月6日 - ペガスス座51番星に惑星が発見される。初めて発見された太陽系外惑星である。
- 10月9日 - アリゾナ州の砂漠で列車が脱線。1人が死亡するなどの被害を出した[4]。
- 10月10日 - 1995年のアメリカンリーグチャンピオンシップシリーズ（～10月17日） アメリカ合衆国
- 10月10日 - 1995年のナショナルリーグチャンピオンシップシリーズ（～10月17日） アメリカ合衆国
- 10月21日 - 1995年のワールドシリーズ（～10月28日） アメリカ合衆国
- 10月28日 - 1995年バクー地下鉄火災 アゼルバイジャン
- 10月30日 - 1995年ケベック独立住民投票 カナダ

### 11月
- 11月 - フランスのストライキ (1995年)（～12月）
- 11月3日 - 1995-1996シーズンのNBA（～1996年6月16日） アメリカ合衆国 カナダ
- 11月5日 - 1995年ジョージア大統領選挙 ジョージア
- 11月5日 - 1995年ポーランド大統領選挙（第一回） ポーランド
- 11月10日 - OFCネイションズカップ1996（～1996年11月1日）
- 11月12日 - アメリカン航空1572便着陸失敗事故 アメリカ合衆国
- 11月13日 - ナイジェリア・エアウェイズ357便事故 ナイジェリア
- 11月16日 - 韓国大検察庁、盧泰愚前大統領を逮捕。
- 11月16日 - 1995年ウエイトリフティング世界選手権（～11月26日） 中国
- 11月19日 - 1995年のマカオグランプリ マカオ
- 11月19日 - 1995年ポーランド大統領選挙（第二回） ポーランド
- 11月20日 - ビートルズが25年ぶりの新曲「フリー・アズ・ア・バード」を発表。
- 11月20日 - 1995年アジア柔道選手権大会（～11月23日） インド
- 11月23日 - マイクロソフトがWindows 95日本語版を発売。
- 11月30日 - 1995年世界短水路選手権（～12月3日） ブラジル

### 12月
- 12月2日 - 1995年中華民国立法委員選挙 台湾
- 12月3日 - 韓国最高検察庁、全斗煥元大統領を逮捕。
- 12月14日 - 第61回ニューヨーク映画批評家協会賞発表 アメリカ合衆国
- 12月16日 - Ultimate Ultimate 1995 アメリカ合衆国
- 12月18日 - 1995年トランス・サービス・エアリフト機墜落事故 アンゴラ
- 12月20日 - アメリカン航空965便墜落事故 アメリカ合衆国 コロンビア

### 月日不明
- 金正日暗殺未遂事件 北朝鮮
- 苦難の行軍 北朝鮮
- 第6軍団事件 北朝鮮

## 周年
以下に、過去の主な出来事からの区切りの良い年数（周年）を記す。
- 第二次世界大戦・太平洋戦争関連、終結から50年（終戦50周年）。
  - 1月27日 - ソビエト連邦軍によるアウシュヴィッツ＝ビルケナウ強制収容所解放。
  - 2月4日 - 2月11日 - ヤルタ会談
  - 2月19日 - 3月26日 - 硫黄島の戦い
  - 3月10日 - 東京大空襲
  - 3月27日 - 6月20日 - 沖縄戦
  - 4月7日 - 大日本帝国海軍の戦艦大和撃沈。
  - 4月16日 - 5月8日 - ベルリンの戦い
  - 4月30日 - アドルフ・ヒトラーが自殺。
  - 8月6日 - 広島市への原子爆弾投下
  - 8月9日 - 長崎市への原子爆弾投下
  - 8月11日 - 8月25日 - 樺太の戦い (1945年)
  - 8月14日 - 日本がポツダム宣言受諾。
  - 8月15日 - 終戦の日
  - 9月2日 - 日本の降伏文書調印により第二次世界大戦・太平洋戦争終結。
- 3月8日 - 血の日曜日事件（セルマの大行進）から30年。
- 4月14日 - リンカーン大統領暗殺事件から130年。
- 4月30日 - ベトナム戦争サイゴン陥落から20年。
- 7月26日 - モルディブ独立30周年。
- 8月12日 - 日本航空123便墜落事故から10年。
- 8月15日 - ムジブル・ラフマン暗殺から20年。
- 9月5日 - 日露戦争による日露講和条約（ポーツマス条約）締結90周年。
- 9月13日 - スーパーマリオブラザーズ発売10周年。
- 9月22日 - プラザ合意から10周年。
- 10月10日 - 朝鮮労働党結党50周年。
- 10月24日 - 国際連合発足50周年。
- 11月20日 - Microsoft Windows発売開始10周年。
- 12月18日 - 日韓国交正常化30周年。

## 芸術・文化・ファッション

### スポーツ
- モータースポーツ
  - F1世界選手権
    - ドライバーズチャンピオン ミハエル・シューマッハ（ベネトン・ルノー）
    - コンストラクターズチャンピオン ベネトン・ルノー（ミハエル・シューマッハ&ジョニー・ハーバート）

  - 世界ラリー選手権
    - ドライバーズチャンピオン コリン・マクレー（スバル）
    - マニファクチャラーズチャンピオン スバル（コリン・マクレー&カルロス・サインツ）

  - CARTワールドシリーズ ジャック・ヴィルヌーヴ
  - ロードレース世界選手権
    - 500cc ミック・ドゥーハン
    - 250cc マックス・ビアッジ

  - スーパーバイク世界選手権 カール・フォガティ

定期的に開催されているスポーツイベント
- 1995年の南アフリカツーリングカー選手権 南アフリカ共和国
- 第1回AAAアジア野球選手権大会（～1月7日） オーストラリア
- 1995年のインディカー・シーズン オーストラリア アメリカ合衆国 カナダ
- 1995年オーストラリアグランプリ オーストラリア
- 1994-1995シーズンのNBA（～6月20日） アメリカ合衆国
- 1995年レスリング世界選手権
  - 男子フリースタイル アメリカ合衆国
  - 男子グレコローマン チェコ
- 世界選手権自転車競技大会ロードレース1995 コロンビア
- 1995年バレーボール女子南米選手権 ブラジル
- 1995年バレーボール男子南米選手権 ブラジル
- 1995年世界男子ハンドボール選手権 アイスランド
- 1995年のイギリスツーリングカー選手権 イギリス
- FAプレミアリーグ1994-1995 イギリス
- FAプレミアリーグ1995-1996 イギリス
- UEFAカップ 1994-95 決勝 イタリア
- セリエA (サッカー) 1994-1995 イタリア
- セリエA (サッカー) 1995-1996 イタリア
- ACミラン 1995-96シーズン イタリア
- ユヴェントスFC 1994-95シーズン イタリア
- ユヴェントスFC 1995-96シーズン イタリア
- UEFAチャンピオンズリーグ 1994-95 決勝 オーストリア
- 1995年世界女子ハンドボール選手権 オーストリア
- 1995年バスケットボール男子欧州選手権 ギリシャ
- 1995年のスペインツーリングカー選手権 スペイン
- リーガ・エスパニョーラ1994-1995（～6月18日） スペイン
- チェコ1部リーグ (サッカー)1994-1995 チェコ
- チェコ1部リーグ (サッカー)1994-1995 チェコ
- UEFA欧州女子選手権1995（～3月26日） ドイツ
- 1995年のドイツツーリングカー選手権 ドイツ
- ドイツ・ブンデスリーガ1994-1995 ドイツ
- ドイツ・ブンデスリーガ1995-1996 ドイツ
- 1995年世界女子ハンドボール選手権 ハンガリー
- 1995年のFIAツーリングカーワールドカップ フランス
- ディヴィジオン・アン1994-1995 フランス
- ディヴィジオン・アン1995-1996 フランス
- 1995年のフランス・スーパーツーリング選手権 フランス
- ディヴィジオン1/エールステ・クラッセ1994-1995 ベルギー
- ディヴィジオン1/エールステ・クラッセ1995-1996 ベルギー

### 音楽
- インターネットでMP3ファイルが出回り始めた。

### 映画
- 007 ゴールデンアイ［英］
- アポロ13
- マディソン郡の橋
- バルト
- ペンギン物語〜きらきら石のゆくえ〜
- ポカホンタス
- トイ・ストーリー
- ユージュアル・サスペクツ
- セブン
- ヒート

### LGBT映画

#### 1月
20日
- ウイッグストック アメリカ合衆国

#### 2月
6日
- アーミー・エンジェル アメリカ合衆国

11日
- ウイッグストック ドイツ

#### 4月
4日
- 渚のシンドバッド (映画) アメリカ合衆国

#### 12月
16日
- 渚のシンドバッド (映画) 日本

### 文学
- ベストセラー
  - ヨースタイン・ゴルデル 池田香代子訳『ソフィーの世界』

### ゲーム
- コンピュータゲーム

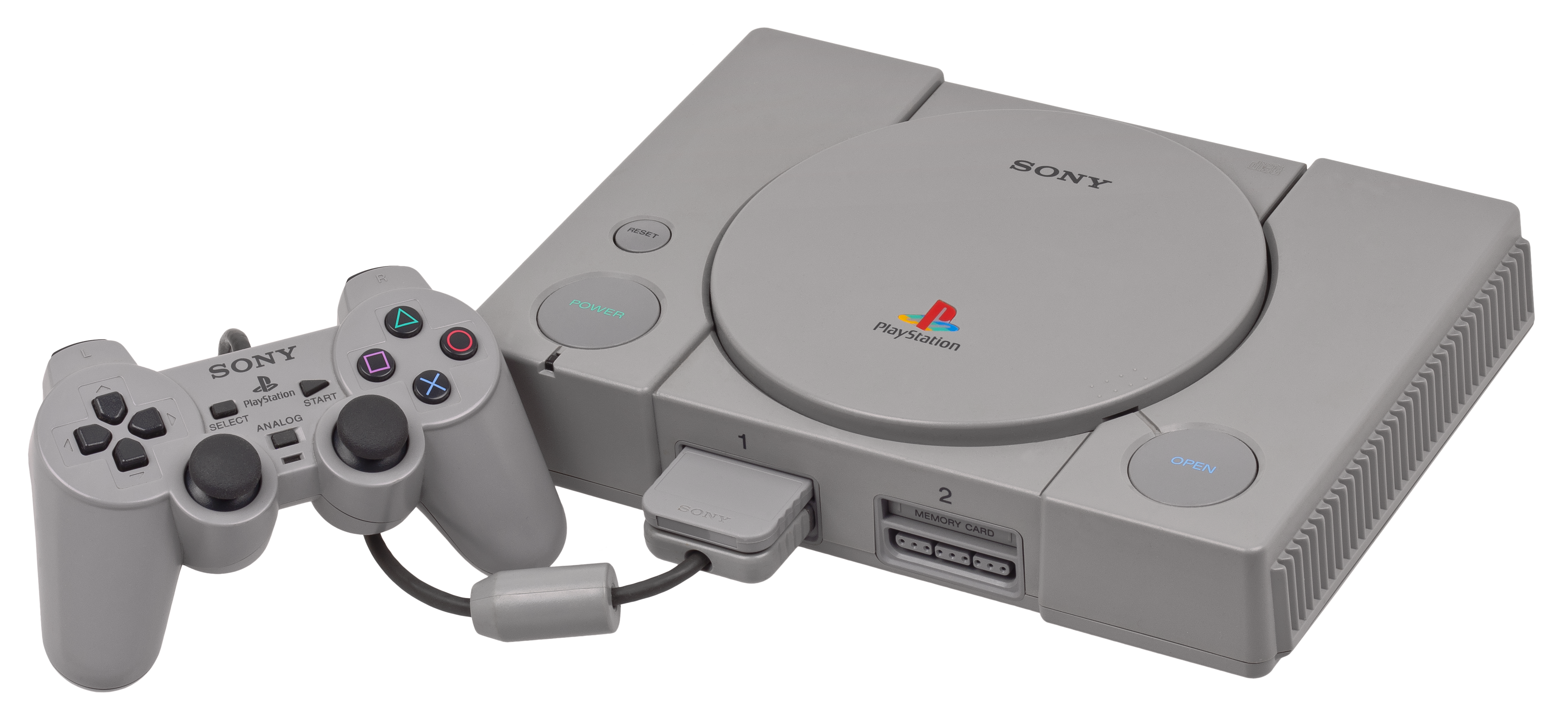
PlayStation

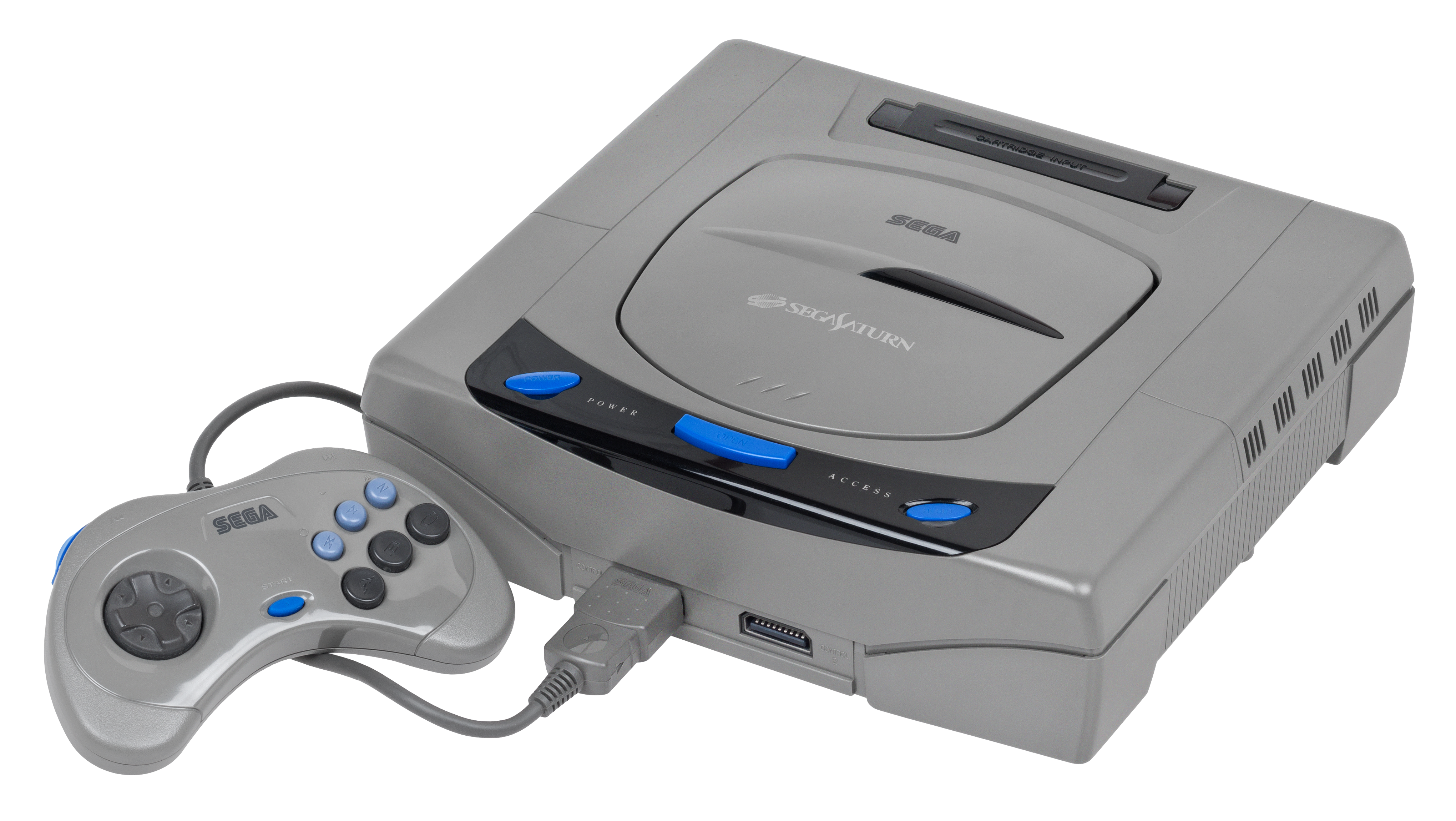
セガサターン

  - 前年に日本で発売されたソニー・コンピュータエンタテインメント (SCEI) の家庭用ゲーム機「PlayStation」が、欧米の各地や豪州などでも発売された。
    - 北米（アメリカ・カナダ）- 1995年9月1日発売
    - ヨーロッパ - 1995年9月29日発売
    - オセアニア（オーストラリア・ニュージーランド）- 1995年11月15日発売

  - 同じく前年に日本で発売されたセガ・エンタープライゼスの家庭用ゲーム機「セガサターン」(SEGA SATURN) が、欧米の各地などでも発売された。
    - 北米（アメリカ・カナダ）- 1995年5月11日発売
    - ヨーロッパ - 1995年7月8日発売

## 誕生

### 1月
- 1月1日 - ポピー (歌手)、歌手、YouTuber（ アメリカ合衆国）
- 1月2日 - 松崎奈波、ファッションモデル（ 日本）
- 1月3日 - キム・ジス、アイドル、女優、モデル (BLACKPINK)（ 韓国）
- 1月3日 - 塩野瑛久、俳優
- 1月4日 - マリア・イサベル、歌手
- 1月4日 - ミゲル・オリベイラ、オートバイレーサー
- 1月6日 - ジョシュア・ファリス、フィギュアスケート選手
- 1月6日 - 砂川信哉、クイズプレイヤー
- 1月7日 - ユリア・プチンツェワ、テニス選手
- 1月8日 - ジン・ソンジュン、プロゲーマー選手
- 1月9日 - ニコラ・ペルツ、女優
- 1月9日 - 宮崎珠子、声優
- 1月11日 - J.P.クロフォード、メジャーリーガー
- 1月12日 - アレッシオ・ロマニョーリ、サッカー選手
- 1月12日 - マーベリック・ビニャーレス、オートバイレーサー
- 1月12日 - マサイ、YouTuber
- 1月13日 - レナ・マロコ、フィギュアスケート選手
- 1月14日 - 那月結衣、女優、モデル
- 1月15日 - アンダーソン・ケイシー、元アイドル
- 1月16日 - 南野拓実、サッカー選手
- 1月17日 - フィリップ・ヤンコヴィッチ、サッカー選手
- 1月18日 - ジャック・ミラー、オートバイレーサー
- 1月18日 - マーガレット・パーディ、フィギュアスケート選手
- 1月19日 - 初川みなみ、元AV女優
- 1月20日 - カラム・チャンバース、サッカー選手
- 1月20日 - ジョーイ・バッドアス、ラッパー、ソングライター、音楽プロデューサー、俳優
- 1月20日 - 古橋亨梧、サッカー選手
- 1月20日 - ホセ・マリア・ヒメネス、サッカー選手
- 1月21日 - アントニオ・センザテラ、メジャーリーガー
- 1月22日 - 藤本結衣、アイドル
- 1月23日 - マリウス・ホイブラーテン、サッカー選手
- 1月24日 - カラン・マッコーリフ
- 1月25日 - 佐藤大樹、ダンサー、俳優 (EXILE, FANTASTICS from EXILE TRIBE)
- 1月25日 - 謝春花、シンガーソングライター
- 1月25日 - 宮崎湧、俳優
- 1月26日 - 桜あず、女優、ファッションモデル
- 1月28日 - 西村歩乃果、元アイドル（元ラストアイドル）
- 1月30日 - ビクトリア・コモワ、体操競技選手
- 1月31日 - 久保田未夢、声優
- 1月31日 - ニナ・スブラッティ、歌手、ソングライター、モデル

### 2月
- 2月1日 - 木村遼希、俳優
- 2月2日 - チェ・ケネアリー、プロボクサー
- 2月3日 - 土屋太鳳、女優
- 2月4日 - サビーナ・マリウタ、フィギュアスケート選手
- 2月4日 - ピオーネ・シスト、サッカー選手
- 2月5日 - アドナン・ヤヌザイ、サッカー選手
- 2月5日 - 山中綾華、ミュージシャン（元Mrs. GREEN APPLE）
- 2月6日 - レオン・ゴレツカ、サッカー選手
- 2月7日 - ロベルト・オスナ、野球選手
- 2月8日 - ヨシュア・キミッヒ、サッカー選手
- 2月8日 - 吉川尚輝、野球選手
- 2月9日 - マリオ・パシャリッチ、サッカー選手
- 2月10日 - 川口春奈、女優
- 2月10日 - 奈緒、女優
- 2月10日 - ナビ・ケイタ、サッカー選手
- 2月11日 - ミラン・シュクリニアル、サッカー選手
- 2月12日 - 川栄李奈、女優、元アイドル（元AKB48）
- 2月13日 - 小池彩夢、女優
- 2月14日 - 渕野右登、俳優
- 2月15日 - メーガン・ザ・スタリオン、ラッパー、歌手
- 2月16日 - デンゼル・カリー、ラッパー、歌手
- 2月16日 - ハーフナー・ニッキ、サッカー選手
- 2月16日 - 松岡茉優、女優
- 2月17日 - マディソン・キーズ、テニス選手
- 2月18日 - グラスワンダー、競走馬、97年最優秀3歳馬、99年に史上二頭目のグランプリ3連覇を達成。
- 2月18日 - ミハイル・コリヤダ、フィギュアスケート選手
- 2月19日 - ニコラ・ヨキッチ、バスケットボール選手 (C)
- 2月20日 - 李卓、アメリカンフットボール選手
- 2月22日 - ヘルマン・マルケス、メジャーリーガー
- 2月23日 - アンドリュー・ウィギンス、バスケットボール選手 (SF, SG)
- 2月25日 - あいきけんた、ものまねタレント
- 2月25日 - ダーマ、YouTuber
- 2月26日 - 小峯愛未、声優
- 2月27日 - セルゲイ・ミリンコヴィッチ＝サヴィッチ、サッカー選手
- 2月28日 - クイン・シェパード、女優

### 3月
- 3月1日 - 耿冰娃、フィギュアスケート選手
- 3月1日 - 三浦弦太、サッカー選手
- 3月2日 - 小林麗菜、女優、グラビアアイドル
- 3月3日 - ザーラ・ラリ、フィギュアスケート選手
- 3月4日 - 相楽樹、女優
- 3月5日 - 志尊淳、俳優
- 3月5日 - ジャオ・カイ・パン、アイスダンス選手
- 3月6日 - あいみょん、シンガーソングライター
- 3月7日 - ヘイリー・ルー・リチャードソン、女優
- 3月7日 - 菊池風磨、アイドル、俳優 (timelesz)
- 3月7日 - 横山涼、俳優
- 3月8日 - ケイタ・バルデ、サッカー選手
- 3月9日 - 大沢ひかる、女優
- 3月9日 - シエラ・ラミレス、女優
- 3月10日 - 佐久間由衣、女優
- 3月10日 - ザック・ラヴィーン、バスケットボール選手 (SG, PG)
- 3月10日 - セルゲイ・モズゴフ、アイスダンス選手
- 3月11日 - ピアカイ・ヘンケル、サッカー選手
- 3月12日 - 巫まろ、作詞家、アイドル（METAMUSE、元アンジュルム）
- 3月13日 - ミカエラ・シフリン、スキー選手
- 3月14日 - 奥原希望、バドミントン選手
- 3月14日 - パク・チビン、俳優
- 3月15日 - 有安杏果、元アイドル（元ももいろクローバーZ）
- 3月15日 - ジャバリ・パーカー、バスケットボール選手 (PF, SF)
- 3月16日 - インガ・ヤヌレヴィチウテ、フィギュアスケート選手
- 3月17日 - アナスタシヤ・マルチュシェワ、フィギュアスケート選手
- 3月17日 - エルコンドルパサー、競走馬、フランスにて99年にサンクルー大賞、フォワ賞を制覇。
- 3月17日 - チアゴ・マルチンス・ブエーノ、サッカー選手
- 3月17日 - 早見あかり、女優、元アイドル（元ももいろクローバーZ）
- 3月18日 - 上西恵、女優、元アイドル（元NMB48）
- 3月19日 - エクトル・ベジェリン、サッカー選手
- 3月20日 - エフゲーニヤ・コスイギナ、アイスダンス選手
- 3月21日 - ケルリ・リーナマエ、フィギュアスケート選手
- 3月21日 - ディギー・シモンズ、ラッパー
- 3月22日 - ニック・ロビンソン、俳優
- 3月23日 - 合澤英旦、元ラグビー選手
- 3月24日 - 柾木玲弥、俳優
- 3月25日 - カルロス・ヴィニシウス・ダ・ポーズ・アウヴェス・モライス、サッカー選手
- 3月27日 - 相原美咲、グラビアアイドル、タレント
- 3月30日 - テイオ・ゲイガンハート、自転車競技選手
- 3月31日 - 疋田英美、ファッションモデル、女優

### 4月
- 4月1日 - ローガン・ポール、YouTuber
- 4月2日 - ユキ・カトウ、女優
- 4月3日 - アドリアン・ラビオ、サッカー選手
- 4月3日 - シャルル・テター、フィギュアスケート選手
- 4月4日 - クラーラ・カドレツォヴァー、フィギュアスケート選手
- 4月5日 - キリ・バガ、フィギュアスケート選手
- 4月6日 - ツルマルツヨシ、競走馬、99年京都大賞典、朝日チャレンジカップ制覇
- 4月6日 - 森本龍太郎、YouTuber、元俳優、元アイドル（元Hey! Say! JUMP）
- 4月7日 - ヴァレリア・ゼンコワ、アイスダンス選手
- 4月7日 - ウィル・ヒューズ、サッカー選手
- 4月8日 - 白石晴香、声優
- 4月9日 - キム・ダミ、女優
- 4月11日 - 山中竜也、元プロボクサー
- 4月12日 - 益田恵梨菜、女優
- 4月15日 - キリ・バガ、フィギュアスケート選手
- 4月15日 - コディ・クリスチャン、俳優
- 4月16日 - マッケンジー・マクドナルド、テニス選手
- 4月18日 - ディヴォック・オリジ、サッカー選手
- 4月19日 - 斉藤晶、女優
- 4月19日 - 鶴崎修功、クイズプレイヤー
- 4月22日 - ジャン・マリー・ドングー、サッカー選手
- 4月22日 - ベアータ・パップ、フィギュアスケート選手
- 4月23日 - ジジ・ハディット、ファッションモデル、テレビタレント
- 4月23日 - レナエル・ギルロン＝ゴリー、フィギュアスケート選手
- 4月24日 - ケラーニ、シンガーソングライター
- 4月26日 - セイウンスカイ、競走馬、98年の皐月賞と菊花賞を制覇した二冠馬
- 4月26日 - ダニエル・パディーヤ、俳優、歌手
- 4月26日 - ノマー・マザラ、メジャーリーガー
- 4月26日 - メラニー・マルティネス、歌手、シンガーソングライター
- 4月27日 - 玉川裕康、ハンドボール選手
- 4月28日 - キングヘイロー、競走馬、00年高松宮記念制覇
- 4月29日 - ヴィクトリヤ・シニツィナ、アイスダンス選手

### 5月
- 5月1日 - ルーカス・アーセグ アメリカ合衆国。
- 5月1日 - 芦澤竜誠、キックボクサー
- 5月1日 - ラーディカー・マダン、女優
- 5月2日 - スペシャルウィーク、 日本の競走馬、98年東京優駿を制覇、99年に史上2頭目となる天皇賞春秋連覇を達成。
- 5月3日 - 伊藤千咲美、アイドル（元BlooDye、元GEM）
- 5月5日 - デヴォン・ギアハート、俳優
- 5月6日 - マルコ・ピアツァ、サッカー選手
- 5月7日 - 小屋春菜、ファッションモデル、女優
- 5月8日 - 児玉碧衣、競輪選手
- 5月9日 - 溝口琢矢、俳優
- 5月10日 - ガブリエラ・パパダキス、フィギュアスケート選手
- 5月10日 - メリッサ・フランクリン、競泳選手
- 5月10日 - ユリア・プフレングレ、フィギュアスケート選手
- 5月11日 - ジェルソン・マルティンス、サッカー選手
- 5月12日 - ケントン・デューティ、俳優
- 5月12日 - マリウシュ・ステピンスキ、サッカー選手
- 5月15日 - ヤニナ・マキーンカ、フィギュアスケート選手
- 5月15日 - 山本涼介、俳優、モデル
- 5月18日 - 九条ねぎ、コスプレイヤー
- 5月23日 - アレックス・カム・カンチャン、フィギュアスケート選手
- 5月23日 - ルイス・マネッラ、フィギュアスケート選手
- 5月24日 - タム・シイアンツン、サッカー選手
- 5月25日 - ホセ・ルイス・ガヤ、サッカー選手
- 5月26日 - エリザヴェータ・トレチャコフ、フィギュアスケート選手
- 5月26日 - リ・ジヒャン、フィギュアスケート選手
- 5月27日 - ヨアン・モンカダ、メジャーリーガー
- 5月28日 - ヤコブ・コーガン、俳優
- 5月29日 - ニコラ・ペペ、サッカー選手
- 5月30日 - 小谷みのり、元AV女優
- 5月31日 - アニタ・マドセン、フィギュアスケート選手
- 5月31日 - バトリ勝悟、声優

### 6月
- 6月1日 - 前田亜美、女優（元AKB48）
- 6月4日 - 玉井詩織、アイドル、女優（ももいろクローバーZ）
- 6月5日 - トロイ・シヴァン、シンガーソングライター
- 6月5日 - ナターシャ・ピュリッチ、フィギュアスケート選手
- 6月6日 - 坂井聖人、競泳選手
- 6月7日 - フランク・バニャック、サッカー選手
- 6月8日 - クセニヤ・バクシェワ、フィギュアスケート選手
- 6月8日 - 小関裕太、俳優
- 6月8日 - 佐保明梨、アイドル（元アップアップガールズ（仮））
- 6月9日 - 逢葉まどか、声優
- 6月13日 - 小森隼、ダンサー (GENERATIONS from EXILE TRIBE)
- 6月14日 - 西井幸人、女優
- 6月14日 - 松浦雅、元女優
- 6月15日 - 田中樹、アイドル、俳優 (SixTONES)
- 6月15日 -  アーサー・シシス、オートバイレーサー
- 6月16日 - ジョセフ・スクーリング、競泳選手
- 6月16日 - 森香澄、タレント、フリーアナウンサー
- 6月17日 - 森川葵、女優
- 6月18日 - マキシム・コフトゥン、フィギュアスケート選手
- 6月18日 - 松村北斗、アイドル、俳優 (SixTONES)
- 6月19日 - ヴァネッサ・ラム、フィギュアスケート選手
- 6月19日 - 余正麒、プロ囲碁将棋士
- 6月21日 - ダルコ・ヴェルコヴスキ、サッカー選手
- 6月21日 - 馬場ふみか、ファッションモデル、女優
- 6月22日 - サラ・コラク、陸上競技選手
- 6月22日 - タイラー・オニール、マイナーリーガー
- 6月23日 - アリーナ・ミレフスカヤ、フィギュアスケート選手
- 6月23日 - ダンナ・パオラ、女優、歌手
- 6月23日 - ホルヘ・マテオ、プロ野球選手
- 6月28日 - ザラ・パスフィールド、フィギュアスケート選手
- 6月30日 - peco、ファッションモデル

### 7月
- 7月1日 - ボリ・ボリンゴリ＝ムボンボ、サッカー選手
- 7月2日 - 大野いと、ファッションモデル、女優
- 7月6日 - ブルックリー・ハン、フィギュアスケート選手
- 7月8日 - パヴェル・イグナテンコ、フィギュアスケート選手
- 7月9日 - サンドロ・ラミレス、サッカー選手
- 7月9日 - ジョージー・ヘンリー、女優
- 7月10日 - トレイボン・ブロメル、陸上競技選手
- 7月12日 - ルーク・ショー、サッカー選手
- 7月13日 - コディ・ベリンジャー、メジャーリーガー
- 7月14日 - 金孝周、プロゴルファー
- 7月14日 - セルジュ・ニャブリ、サッカー選手
- 7月16日 - サラ・マクギボン、フィギュアスケート選手
- 7月18日 - 隋文静、フィギュアスケート選手
- 7月22日 - アシュリー・ケイン、フィギュアスケート選手
- 7月22日 - ソフィア・スフォルツァ、フィギュアスケート選手
- 7月23日 - 川村真洋、元アイドル（元乃木坂46）
- 7月24日 - カイル・クーズマ、バスケットボール選手 (PF)
- 7月24日 - テオ、YouTuber、歌手（スカイピース）
- 7月27日 - アダルベルト・モンデシー、メジャーリーガー
- 7月28日 - 谷まりあ、ファッションモデル、タレント
- 7月28日 - ポリーナ・シェレペン、フィギュアスケート選手
- 7月29日 - 孫世桓、サッカー選手
- 7月30日 - イルビング・ロサノ、サッカー選手
- 7月31日 - 八木アリサ、ファッションモデル、女優

### 8月
- 8月2日 - クリスタプス・ポルジンギス、バスケットボール選手（PF）、ラトビア代表
- 8月5日 - オリヴィア・ホルト、女優
- 8月5日 - ピエール・エミール・ホイビュルク、サッカー選手
- 8月8日 - マリン・レイタン、歌手
- 8月8日 - エスクプス、アイドル (SEVENTEEN)
- 8月9日 - カミル・ドゥィモフスキ、フィギュアスケート選手
- 8月9日 - 京極風斗、お笑い芸人（9番街レトロ）
- 8月14日 - モニカ・シマンチコワ、フィギュアスケート選手
- 8月15日 - 小倉唯、声優
- 8月15日 - チーフ・キーフ、ラッパー
- 8月15日 - ミン・ユラ、フィギュアスケート選手
- 8月17日 - グレイシー・ゴールド、フィギュアスケート選手
- 8月18日 - アリーナ・ヒョードロワ、フィギュアスケート選手
- 8月19日 - アレクサンドラ・ステパノワ、アイスダンス選手
- 8月19日 - 水上颯、クイズプレイヤー、医師
- 8月20日 - リアナ・リベラト、女優
- 8月22日 - デュア・リパ、シンガーソングライター
- 8月24日 - アメリア・ウィンザー、イギリス国王、ジョージ5世の玄孫
- 8月24日 - ハン・ウェンウェン、ヴァイオリンニスト、ダンサー
- 8月27日 - 大久保祥太郎、俳優
- 8月27日 - セルゲイ・シロトキン、レーシングドライバー
- 8月28日 - アンドレアス・ウェリンガー、スキージャンプ選手
- 8月28日 - サミュエル・コッペル、フィギュアスケート選手
- 8月30日 - 岩田絵里奈、アナウンサー

### 9月
- 9月1日 - ムニル・エル・ハダディ、サッカー選手
- 9月2日 - 鎌田宏夢、琉球放送アナウンサー
- 9月4日 - 路川あかり、女優
- 9月5日 - キャロライン・サンシャイン、女優
- 9月6日 - バートランド・トラオレ、サッカー選手
- 9月6日 - 吉田綾乃クリスティー、アイドル、女優（乃木坂46）
- 9月7日 - 村上奈津実、声優
- 9月9日 - 小園凌央、俳優
- 9月11日 - クセニヤ・コロブコワ、フィギュアスケート選手
- 9月12日 - ライアン・ポッター、俳優、声優
- 9月13日 - ヴァレリヤ・スタリギナ、アイスダンス選手
- 9月13日 - ロビー・ケイ、俳優
- 9月14日 - 田口麗斗、プロ野球選手
- 9月16日 - アーロン・ゴードン、バスケットボール選手 (PF, SF)
- 9月16日 - Mishu、ミュージシャン (LUV K RAFT)
- 9月17日 - ナム・ジヒョン、女優
- 9月17日 - パトリック・マホームズ、アメリカンフットボール選手
- 9月17日 - 山口真帆、元アイドル、女優（元NGT48）
- 9月18日 - 杉野遥亮、俳優、モデル
- 9月18日 - マックス・マイヤー、サッカー選手
- 9月19日 - ダコタ・ローズ、ファッションモデル
- 9月20日 - アレハンドロ・グリマルド、サッカー選手
- 9月20日 - サミー・ハンラティ、女優
- 9月20日 - SAYAKA、ダンサー（元Happiness、元E-girls）
- 9月20日 - ラウラ・デッカー、海洋冒険家
- 9月22日 - 逢沢凛、元女優、元声優
- 9月22日 - イム・ナヨン、アイドル (TWICE)
- 9月24日 - 相原汰郎、ラグビー選手
- 9月25日 - 原嘉孝、アイドル、俳優（timelesz、元宇宙Six）
- 9月26日 - 深川芹亜、声優
- 9月27日 - クォン・ウンビ、アイドル（元IZ*ONE）
- 9月28日 - 有澤樟太郎、俳優
- 9月29日 - 岸優太、アイドル、俳優（Number i、元King & Prince）
- 9月29日 - Ryuchell、ファッションモデル（+ 2023年）
- 9月30日 - ヴィクトル・アンドラーデ・サントス、サッカー選手

### 10月
- 10月3日 - マイケル・パーソンズ、フィギュアスケート選手
- 10月4日 - ジョンハン、アイドル (SEVENTEEN)
- 10月7日 - スレイド・ピアース、俳優
- 10月7日 - 瀬戸利樹、俳優
- 10月11日 - 沖田彩華、元アイドル（元NMB48）
- 10月13日 - ジミン、アイドル (BTS)
- 10月14日 - トカチョフ・サワ、YouTuber（サワヤン）、バスケットボール選手
- 10月15日 - ビリー・アンガー、俳優
- 10月16日 - イザベラ・シュースター＝ヴェリサリオウ、フィギュアスケート選手
- 10月16日 - けみお、YouTuber、タレント
- 10月17日 - 張可欣、フィギュアスケート選手
- 10月18日 - 大橋悠依、競泳選手
- 10月19日 - トニー・ストーム、プロレスラー
- 10月21日 - アントワネット・ギディア、競泳選手
- 10月22日 - 山本唯太、アーティスト、シンガーソングライター、タレント
- 10月25日 - 與那城奨、アイドル (JO1)
- 10月25日 - リムガイレ・メスカエテ、フィギュアスケート選手
- 10月26日 - 袁琦琦、陸上競技選手
- 10月26日 - セレステ・プラク、バレーボール選手
- 10月26日 - 中本悠太、アイドル (NCT, NCT 127)
- 10月28日 - ソンバトヘイ・エステル、フィギュアスケート選手
- 10月28日 - ヘイヴン・デニー、フィギュアスケート選手
- 10月29日 - 平岡卓、スノーボード選手
- 10月30日 - 松井裕樹、プロ野球選手
- 10月31日 - 森田美勇人、アイドル、俳優 (7ORDER)

### 11月
- 11月2日 - 岡崎紗絵、ファッションモデル、女優
- 11月2日 - 栗原沙也加、女優、ミュージカル女優
- 11月3日 - ケンダル・ジェンナー、ファッションモデル、タレント、女優
- 11月3日 - コリン・マテル、スキージャンプ選手
- 11月5日 - マルビン・アン・ベニス・アルカラ、バドミントン選手
- 11月8日 - 桃月なしこ、女優、グラビアアイドル
- 11月13日 - レナ・マロコ、フィギュアスケート選手
- 11月15日 - カール＝アンソニー・タウンズ、バスケットボール選手 (C)、ドミニカ共和国代表
- 11月16日 - ローランド・アーロンズ アメリカ合衆国。
- 11月16日 - テイラー・ディーン、フィギュアスケート選手
- 11月16日 - ノア・グレイ＝ケイビー、俳優、ピアニスト
- 11月19日 - 寺本明日香、体操選手
- 11月20日 - アーメッド・ロザリオ、メジャーリーガー
- 11月22日 - キャサリン・マクナマラ、女優
- 11月22日 - ストーン・ギャレット、マイナーリーガー
- 11月24日 - 井之脇海、俳優
- 11月24日 - フランシス・マルテス、メジャーリーガー
- 11月26日 - アティウィット・ジェーンワッタナーノン、プロゴルファー
- 11月28日 - ティン・イェドヴァイ、サッカー選手
- 11月28日 - チェイス・エリオット、カーレーシングドライバー
- 11月28日 - トマ・ディディヨン、サッカー選手
- 11月29日 - 愛原ありさ、声優
- 11月29日 - 菅井友香、アイドル（元櫻坂46）
- 11月30日 - ザイラ・コスティニアーノ、フィギュアスケート選手

### 12月
- 12月1日 - ジェームズ・ウィルソン、サッカー選手
- 12月1日 - 山上暁之進、マジシャン、(山上兄弟)
- 12月2日 - 水瀬いのり、声優
- 12月3日 - 入山杏奈、元アイドル（元AKB48）
- 12月5日 - アントニー・マルシャル、サッカー選手
- 12月5日 - ケイトリン・オズモンド、フィギュアスケート選手
- 12月7日 - サンティ・ミナ、サッカー選手
- 12月8日 - アレックス・リンス、オートバイレーサー
- 12月8日 - ジョーダン・アイブ、サッカー選手
- 12月9日 - マッケイラ・マロニー、体操選手
- 12月11日 - 石川祐希、バレーボール選手
- 12月14日 - 松元絵里花、ファッションモデル
- 12月15日 - 桐生祥秀、陸上競技選手
- 12月15日 - コートニー・ヒックス、フィギュアスケート選手
- 12月16日 - エヴァ・ボト、ポップ歌手
- 12月16日 - ライアン・ゴールド、サッカー選手
- 12月18日 - マルコス・ロペス、サッカー選手
- 12月19日 - 葉山奨之、モデル、俳優
- 12月19日 - 松丸亮吾、タレント、クリエイター、実業家
- 12月20日 - フェリックス・ゼムデグス、ルービックキューブの世界記録保持者
- 12月24日 - 福田佑亮、俳優、ファッションモデル
- 12月26日 - 川村虹花、タレント、元アイドル
- 12月27日 - 大町怜央、アナウンサー
- 12月28日 - 宇賀神メグ、アナウンサー
- 12月29日 - 生駒里奈、女優、元アイドル（元乃木坂46）
- 12月29日 - ロス・リンチ、歌手、俳優
- 12月30日 - V、アイドル、俳優 (BTS)
- 12月30日 - ジョシュア、アイドル (SEVENTEEN)
- 12月30日 - 藤原さくら、シンガーソングライター、女優
- 12月31日 - 河瀬茉希、声優

## 死去

### 1月
- 1月2日 - ヘンリー・グラハム・シャープ、フィギュアスケート選手（* 1917年）
- 1月3日 - ユージン・ウィグナー、物理学者（* 1902年）
- 1月4日 - エドゥアルド・マータ、指揮者（* 1942年）
- 1月13日 - ジョーゼフ・ギンゴールド、ヴァイオリニスト（* 1909年）
- 1月18日 - アドルフ・ブーテナント、化学者（* 1903年）
- 1月27日 - ジャン・タルデュー、詩人・劇作家（* 1903年）

### 2月
- 2月2日 - ドナルド・プレザンス、俳優（* 1919年）
- 2月9日 - J・ウィリアム・フルブライト、アメリカ合衆国の政治家・フルブライト奨学金の創設者（* 1905年）
- 2月21日 - ロバート・ボルト、劇作家・脚本家（* 1924年）
- 2月25日 - 呉振宇、元・朝鮮民主主義人民共和国人民武力部長（国防大臣）（*1917年）

### 3月
- 3月1日 - ジョルジュ・J・F・ケーラー、生物学者（* 1946年）
- 3月17日 - サニーランド・スリム、アメリカ合衆国のブルース・ピアニスト、歌手（* 1906年）
- 3月25日 - ジェームズ・コールマン、社会学者（* 1926年）

### 4月
- 4月2日 - ハンス・アルヴェーン、物理学者（* 1908年）
- 4月12日 - 牟宗三、新儒家（* 1909年）
- 4月20日 - ミロヴァン・ジラス、ユーゴスラビアの政治家・理論家（* 1911年）
- 4月23日 - ジョン・C・ステニス、アメリカ合衆国の政治家（* 1901年）
- 4月24日 - 村井秀夫、オウム真理教元幹部（* 1958年）
- 4月29日 - セルゲイ・アントーノフ、小説家（* 1915年）

### 5月
- 5月4日 - ルイス・クラスナー、ヴァイオリニスト（* 1903年）
- 5月5日 - ミハイル・ボトヴィニク、第7・9・11代チェスの公式世界チャンピオン（* 1911年）
- 5月8日 - テレサ・テン、歌手（* 1953年）
- 5月18日 - ピート・ファンデカンプ、天文学者（* 1901年）
- 5月18日 - アレクサンダー・ゴドノフ、バレエダンサー・俳優（* 1949年）
- 5月24日 - ハロルド・ウィルソン、元イギリス首相（* 1916年）

### 6月
- 6月3日 - ジョン・プレスパー・エッカート、ENIAC開発者のひとり（* 1919年）
- 6月4日 - ライスシャワー、競走馬（* 1989年）
- 6月9日 - ソイロ・ベルサイエス、元プロ野球選手（* 1939年）
- 6月12日 - アルトゥーロ・ベネデッティ・ミケランジェリ、ピアニスト（* 1920年）
- 6月14日 - ロリー・ギャラガー、ミュージシャン（* 1948年）
- 6月14日 - ソニー・ラブ＝タンシ、作家（* 1947年）
- 6月20日 - エミール・シオラン、思想家（* 1911年）
- 6月23日 - ジョナス・ソーク、ポリオワクチン開発者として知られる医学者（* 1914年）
- 6月25日 - アーネスト・ウォルトン、物理学者（* 1903年）

### 7月
- 7月1日 - ウルフマン・ジャック、ラジオDJ（* 1939年）
- 7月2日 - ズデニェク・コシュラー、指揮者（* 1928年）
- 7月4日 - ボブ・ロス、画家（* 1942年）
- 7月17日 - ファン・マヌエル・ファンジオ、F1ドライバー（* 1911年）
- 7月25日 - オスヴァルド・プグリエーセ、ピアニスト（* 1905年）
- 7月27日 - リック・フェレル、元メジャーリーガー（* 1905年）

### 8月
- 8月3日 - アイダ・ルピノ、女優、映画監督（* 1918年）
- 8月13日 - ミッキー・マントル、元メジャーリーガー（* 1931年）
- 8月21日 - スブラマニアン・チャンドラセカール、天体物理学者（* 1910年）
- 8月26日 - ジョン・ブラナー、SF作家（* 1934年）
- 8月29日 - ミヒャエル・エンデ、児童文学作家（* 1929年）
- 8月30日 - フィッシャー・ブラック、経済学者（* 1938年）

### 9月
- 9月2日 - ヴァーツラフ・ノイマン、指揮者（* 1920年）
- 9月4日 - ウィリアム・クンスラー、弁護士（* 1919年）
- 9月12日 - ジェレミー・ブレット、俳優（* 1933年）
- 9月23日 - アルブレヒト・ウンゼルト、天文学者（* 1905年）

### 10月
- 10月9日 - アレック・ダグラス＝ヒューム、元イギリス首相（* 1903年）
- 10月14日 - イーディス・パージター、小説家（* 1913年）
- 10月15日 - マルコ・カンポス、レーサー（* 1976年）

### 11月
- 11月3日 - 尹伊桑、作曲家（* 1917年）
- 11月4日 - イツハク・ラビン、イスラエル首相（* 1922年）
- 11月5日 - アーネスト・ゲルナー、歴史学者・哲学者（* 1925年）
- 11月20日 - セルゲイ・グリンコフ、フィギュアスケート選手（* 1967年）

### 12月
- 12月5日 - クレア・パターソン、地質学者（* 1922年）
- 12月22日 - ジェイムズ・ミード、経済学者（* 1907年）
- 12月25日 - ディーン・マーティン、俳優（* 1917年）
- 12月27日 - シューラ・チェルカスキー、ピアニスト（* 1911年）
- 12月27日- アル・バーリック、メジャーリーグ審判（* 1915年）
- 12月30日 - ハイナー・ミュラー、劇作家・演出家（* 1929年）

## ノーベル賞
- 物理学賞 - マーチン・パール、フレデリック・ライネス
- 化学賞 - パウル・クルッツェン、マリオ・モリーナ、シャーウッド・ローランド
- 生理学・医学賞 - エドワード・ルイス、クリスティアーネ・ニュスライン＝フォルハルト、エリック・ヴィーシャウス
- 文学賞 - シェイマス・ヒーニー
- 平和賞 - パグウォッシュ会議、ジョセフ・ロートブラット
- 経済学賞 - ロバート・ルーカス